# تپه قوت
تپه قوت مربوط به دوران پیش از تاریخ ایران باستان - هزاره دوم قم است و در شهرستان قروه، بخش چهاردولی، دهستان چهاردولی شرقی، شمال روستای زنگ آباد واقع شده و این اثر در تاریخ ۷ اسفند ۱۳۸۶ با شمارهٔ ثبت ۲۱۵۱۸ به‌عنوان یکی از آثار ملی ایران به ثبت رسیده است.